# Serie A1 w piłce siatkowej mężczyzn (2008/2009)

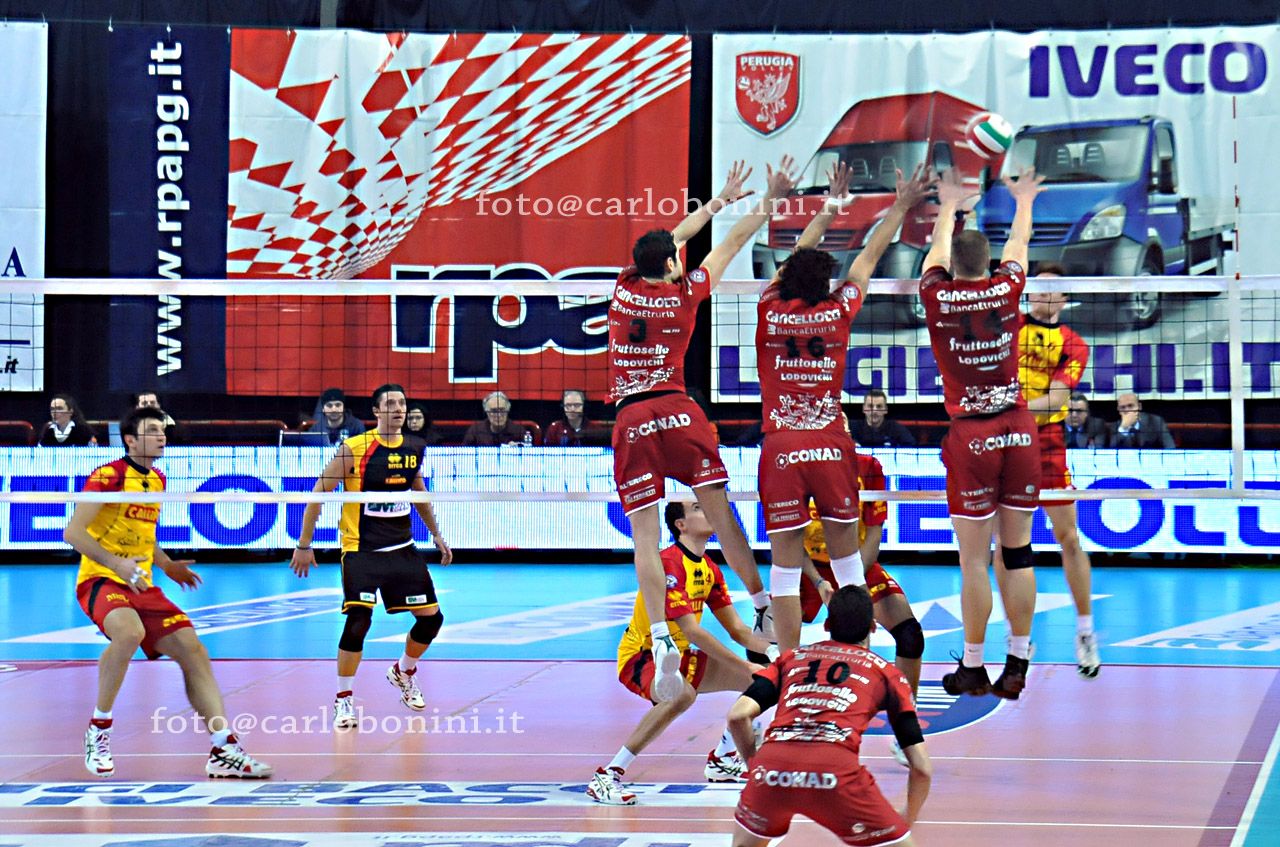
Mecz ligowy 19. kolejki Serie A1 (2008/2009) pomiędzy RPA-LuigiBacchi.it Perugia a Tonno Callipo Vibo Valentia, 26.01.2009

Serie A1 w piłce siatkowej mężczyzn w sezonie 2008/2009

## Wstęp
63. sezon rywalizacji o Mistrzostwo Włoch, został poprzedzony meczem o Superpuchar Włoch, który odbył się między Itasem Diatec Trentino a Lube Banca Marche Maceratą. Sezon 2008/2009 został zainaugurowany 28 września 2008 roku, meczami pierwszej kolejki. W Lidze Mistrzów Włochy reprezentowały Itas Diatec Trentino, Copra Nordmeccanica Piacenza oraz Lube Banca Marche Macerata. W Pucharze CEV (2008/2009) wystąpił: Bre Banca Lannutti Cuneo, a w Pucharze Challenge (2008/2009): Sisley Treviso. Mistrzem Włoch została drużyna Copra Nordmeccanica Piacenza. 

## Drużyny uczestniczące w rozgrywkach
- Acqua Paradiso Gabeca Montichiari
- Antonveneta Padwa
- Bre Banca Lannutti Cuneo
- Copra Nordmeccanica Piacenza
- Itas Diatec Trentino
- Lube Banca Marche Macerata
- Cimone Modena
- Marmi Lanza Werona
- Framasil Pineto
- Stamplast Martina Franca
- RPA-LuigiBacchi.it Perugia
- Sisley Treviso
- Tonno Callipo Vibo Valentia
- Trenkwalder Modena
- Yoga Forlí

## Faza zasadnicza

### 1. kolejka
28 września 2008
| Stamplast Prisma Martina Franca | 2:3 (19:25, 19:25, 25:19, 25:23, 12:25) | RPA-LuigiBacchi.it Perugia   |
| Tonno Callipo Vibo Valentia     | 0:3 (17:25, 21:25, 16:25)               | Bre Banca Lannutti Cuneo     |
| Antonveneta Padwa               | 0:3 (23:25, 18:25, 21:25)               | Copra Nordmeccanica Piacenza |
| Itas Diatec Trentino            | 3:0 (25:18, 33:31, 27:25)               | Yoga Forlí                   |
| Framasil Pineto                 | 2:3 (25:23, 27:25, 19:25, 24:26, 9:15)  | Lube Banca Marche Macerata   |
| Sisley Treviso                  | 2:3 (22:25, 25:15, 25:19, 20:25, 12:15) | Marmi Lanza Werona           |

29 września 2008
| Acqua Paradiso Gabeca Montichiari | 3:0 (25:22, 25:22, 25:19) | Trenkwalder Modena |

### 2. kolejka
4 października 2008
| Lube Banca Macerata | 3:0 (27:25, 25:21, 25:22) | Stamplast Prisma Martina Franca |

5 października 2008
| Bre Banca Lannutti Cuneo     | 3:0 (25:22, 28:26, 25:16)               | Framasil Pineto             |
| Trenkwalder Modena           | 3:0 (34:32, 25:22, 25:17)               | Antonveneta Padwa           |
| Marmi Lanza Werona           | 3:2 (27:25, 27:25, 20:25, 22:25, 15:11) | Itas Diatec Trentino        |
| Copra Nordmeccanica Piacenza | 2:3 (23:25, 29:27, 23:25, 25:19, 13:15) | Tonno Callipo Vibo Valentia |
| Yoga Forlí                   | 0:3 (23:25, 19:25, 20:25)               | Sisley Treviso              |

6 października 2008
| RPA-LuigiBacchi.it Perugia | 3:1 (25:20, 20:25, 25:21, 32:30) | Acqua Paradiso Gabeca Montichiari |

### 3. kolejka
12 października 2008
| RPA-LuigiBacchi.it Perugia        | 2:3 (23:25, 25:15, 25:23, 23:25, 11:15) | Yoga Forlí                      |
| Itas Diatec Trentino              | 3:1 (25:17, 25:21, 21:25, 25:23)        | Antonveneta Padwa               |
| Marmi Lanza Werona                | 2:3 (25:18, 25:23, 22:25, 25:27, 7:15)  | Trenkwalder Modena              |
| Acqua Paradiso Gabeca Montichiari | 3:0 (27:25, 26:24, 25:23)               | Bre Banca Lannutti Cuneo        |
| Tonno Callipo Vibo Valentia       | 0:3 (23:25, 19:25, 21:25)               | Lube Banca Macerata             |
| Framasil Pineto                   | 2:3 (19:25, 25:23, 25:21, 21:25, 11:15) | Stamplast Prisma Martina Franca |

13 października 2008
| Sisley Treviso | 2:3 (23:25, 21:25, 25:20, 25:20, 12:15) | Copra Nordmeccanica Piacenza |

### 4. kolejka
19 października 2008
| Yoga Forlí                      | 1:3 (19:25, 29:27, 24:26, 20:25)        | Framasil Pineto                   |
| Tonno Callipo Vibo Valentia     | 1:3 (27:25, 15:25, 14:25, 21:25)        | Itas Diatec Trentino              |
| Trenkwalder Modena              | 2:3 (20:25, 25:19, 20:25, 25:23, 11:15) | Sisley Treviso                    |
| Lube Banca Macerata             | 3:0 (25:19, 25:19, 25:15)               | RPA-LuigiBacchi.it Perugia        |
| Antonveneta Padwa               | 1:3 (25:23, 21:25, 16:25, 17:25)        | Acqua Paradiso Gabeca Montichiari |
| Stamplast Prisma Martina Franca | 3:1 (25:15, 23:25, 25:20, 25:19)        | Marmi Lanza Werona                |

20 października 2008
| Bre Banca Lannutti Cuneo | 3:0 (25:16, 26:24, 28:26) | Copra Nordmeccanica Piacenza |

### 5. kolejka
25 października 2008
| RPA-LuigiBacchi.it Perugia | 3:0 (25:22, 25:14, 25:20) | Antonveneta Padwa |

26 października 2008
| Framasil Pineto                   | 3:1 (21:25, 25:22, 25:22, 25:18) | Tonno Callipo Vibo Valentia     |
| Copra Nordmeccanica Piacenza      | 3:0 (25:19, 25:23, 25:18)        | Trenkwalder Modena              |
| Marmi Lanza Werona                | 3:1 (25:21, 23:25, 27:25, 25:22) | Bre Banca Lannutti Cuneo        |
| Acqua Paradiso Gabeca Montichiari | 3:0 (25:15, 25:21, 27:25)        | Yoga Forlí                      |
| Sisley Treviso                    | 3:0 (25:19, 25:14, 25:11)        | Stamplast Prisma Martina Franca |

27 października 2008
| Itas Diatec Trentino | '3:1 (18:25, 25:16, 25:22, 25:11) | Lube Banca Macerata |

### 6. kolejka
1 listopada 2008
| Tonno Callipo Vibo Valentia | 1:3 (22:25, 25:21, 21:25, 21:25) | RPA-LuigiBacchi.it Perugia |

2 listopada 2008
| Bre Banca Lannutti Cuneo | 3:0 (25:18, 25:23, 25:21)        | Trenkwalder Modena           |
| Yoga Forlí               | 0:3 (21:25, 23:25, 17:25)        | Copra Nordmeccanica Piacenza |
| Itas Diatec Trentino     | 3:0 (25:15, 25:19, 25:16)        | Framasil Pineto              |
| Lube Banca Macerata      | 3:0 (25:21, 25:19, 25:22)        | Marmi Lanza Werona           |
| Antonveneta Padwa        | 1:3 (18:25, 26:28, 25:20, 21:25) | Sisley Treviso               |

3 listopada 2008
| Stamplast Prisma Martina Franca | 3:1 (25:23, 21:25, 27:25, 25:18) | Acqua Paradiso Gabeca Montichiari |

### 7. kolejka
8 listopada 2008
| Copra Nordmeccanica Piacenza | 3:0 (25:23, 25:19, 29:27) | RPA-LuigiBacchi.it Perugia |

9 listopada 2008
| Lube Banca Macerata               | 3:0 (25:23, 25:23, 25:20)               | Bre Banca Lannutti Cuneo    |
| Stamplast Prisma Martina Franca   | 1:3 (23:25, 25:23, 23:25, 22:25)        | Yoga Forlí                  |
| Trenkwalder Modena                | 2:3 (25:23, 13:25, 25:20, 24:26, 11:15) | Itas Diatec Trentino        |
| Sisley Treviso                    | 1:3 (23:25, 29:27, 20:25, 30:32)        | Tonno Callipo Vibo Valentia |
| Acqua Paradiso Gabeca Montichiari | 3:1 (25:21, 24:26, 25:21, 25:16)        | Framasil Pineto             |

10 listopada 2008
| Marmi Lanza Werona | 3:1 (25:23, 30:32, 25:19, 25:21) | Antonveneta Padwa |

### 8. kolejka
15 listopada 2008
| Acqua Paradiso Gabeca Montichiari | 0:3 (23:25, 25:27, 21:25) | Marmi Lanza Werona |

16 listopada 2008
| Antonveneta Padwa           | 1:3 (25:16, 26:28, 10:25, 23:25) | Lube Banca Macerata             |
| Yoga Forlí                  | 3:1 (22:25, 25:20, 25:19, 25:23) | Bre Banca Lannutti Cuneo        |
| Itas Diatec Trentino        | 3:0 (25:15, 25:20, 40:38)        | Copra Nordmeccanica Piacenza    |
| Tonno Callipo Vibo Valentia | 3:0 (25:23, 25:20, 25:22)        | Stamplast Prisma Martina Franca |
| RPA-LuigiBacchi.it Perugia  | 1:3 (25:21, 22:25, 20:25, 23:25) | Sisley Treviso                  |

17 listopada 2008
| Framasil Pineto | 3:0 (25:19, 25:18, 25:22) | Trenkwalder Modena |

### 9. kolejka
22 listopada 2008
| Stamplast Prisma Martina Franca | 2:3 (26:24, 27:25, 21:25, 18:25, 9:15) | Antonveneta Padwa |

23 listopada 2008
| Trenkwalder Modena       | 3:1 (19:25, 27:25, 25:19, 25:21)        | Tonno Callipo Vibo Valentia |
| Bre Banca Lannutti Cuneo | 3:2 (25:22, 22:25, 22:25, 25:18, 16:14) | Itas Diatec Trentino        |
| Lube Banca Macerata      | 3:0 (25:20, 25:15, 25:15)               | Yoga Forlí                  |
| Marmi Lanza Werona       | 0:3 (21:25, 18:25, 30:32)               | RPA-LuigiBacchi.it Perugia  |
| Sisley Treviso           | 1:3 (22:25, 25:20, 21:25, 20:25)        | Framasil Pineto             |

24 listopada 2008
| Copra Nordmeccanica Piacenza | 1:3 (26:24, 24:26, 22:25, 22:25) | Acqua Paradiso Gabeca Montichiari |

### 10. kolejka
29 listopada 2008
| Antonveneta Padwa | 3:1 (25:14, 25:17, 23:25, 25:22) | Yoga Forlí |

30 listopada 2008
| Stamplast Prisma Martina Franca | 3:1' (22:25, 25:17, 25:23, 25:22)      | Trenkwalder Modena                |
| Itas Diatec Trentino            | 3:0 (25:22, 25:23, 25:22)              | Acqua Paradiso Gabeca Montichiari |
| Sisley Treviso                  | 0:3 (23:25, 22:25, 17:25)              | Lube Banca Macerata               |
| Tonno Callipo Vibo Valentia     | 3:2 (25:18, 19:25, 23:25, 25:20, 15:3) | Marmi Lanza Werona                |
| Framasil Pineto                 | 1:3 (24:26, 16:25, 26:24, 23:25)       | Copra Nordmeccanica Piacenza      |

1 grudnia 2008
| RPA-LuigiBacchi.it Perugia | 1:3(22:25, 16:25, 28:26, 22:25) | Bre Banca Lannutti Cuneo |

### 11. kolejka
6 grudnia 2008
| Trenkwalder Modena | 3:2 (25:19, 25:22, 19:25, 18:25, 18:16) | Lube Banca Macerata |

7 grudnia 2008
| Bre Banca Lannutti Cuneo          | 3:0 (25:14, 25:23, 37:35)        | Antonveneta Padwa               |
| Acqua Paradiso Gabeca Montichiari | 3:1 (25:23, 21:25, 29:27, 25:22) | Sisley Treviso                  |
| Marmi Lanza Werona                | 3:1 (25:21, 32:30, 21:25, 25:22) | Framasil Pineto                 |
| Copra Nordmeccanica Piacenza      | 3:0 (25:15, 25:21, 25:21)        | Stamplast Prisma Martina Franca |
| RPA-LuigiBacchi.it Perugia        | 0:3 (21:25, 22:25, 20:25)        | Itas Diatec Trentino            |

8 grudnia 2008
| Yoga Forlí | 0:3 (15:25, 20:25, 20:25) | Tonno Callipo Vibo Valentia |

### 12. kolejka
14 grudnia 2008
| Tonno Callipo Vibo Valentia     | 3:2 (29:27, 15:25, 26:24, 23:25, 15:11) | Antonveneta Padwa                 |
| Trenkwalder Modena              | 1:3 (22:25, 16:25, 25:21, 20:25)        | Yoga Forlí                        |
| Lube Banca Macerata             | 3:2 (21:25, 25:20, 25:18, 21:25, 15:12) | Acqua Paradiso Gabeca Montichiari |
| Stamplast Prisma Martina Franca | 0:3 (22:25, 20:25, 22:25)               | Bre Banca Lannutti Cuneo          |
| Sisley Treviso                  | 3:1 (25:19, 25:21, 25:27, 25:21)        | Itas Diatec Trentino              |
| Marmi Lanza Werona              | 2:3 (21:25, 22:25, 25:21, 25:22, 14:16) | Copra Nordmeccanica Piacenza      |
| Framasil Pineto                 | 0:3 (19:25, 21:25, 17:25)               | RPA-LuigiBacchi.it Perugia        |

### 13. kolejka
21 grudnia 2008
| Acqua Paradiso Gabeca Montichiari | '1:3 (26:28, 23:25, 25:16, 20:25)       | Tonno Callipo Vibo Valentia     |
| Yoga Forlí                        | 0:3 (22:25, 17:25, 19:25)               | Marmi Lanza Werona              |
| Copra Nordmeccanica Piacenza      | 2:3 (25:23, 23:25, 25:23, 22:25, 13:15) | Lube Banca Macerata             |
| Itas Diatec Trentino              | 2:3 (25:21, 22:25, 27:25, 23:25, 12:15) | Stamplast Prisma Martina Franca |
| Bre Banca Lannutti Cuneo          | 3:1 (25:21, 23:25, 25:22, 28:26)        | Sisley Treviso                  |
| RPA-LuigiBacchi.it Perugia        | 1:3 (22:25, 17:25, 25:23, 18:25)        | Trenkwalder Modena              |
| Antonveneta Padwa                 | 3:1 (22:25, 25:17, 25:19, 25:19)        | Framasil Pineto                 |

### 14. kolejka
28 grudnia 2008
| Trenkwalder Modena           | 1:3 (20:25, 20:25, 25:21, 15:25)        | Acqua Paradiso Gabeca Montichiari |
| Yoga Forlí                   | 0:3 (14:25, 20:25, 20:25)               | Itas Diatec Trentino              |
| Copra Nordmeccanica Piacenza | 3:1 (25:14, 19:25, 26:24, 25:22)        | Antonveneta Padwa                 |
| Bre Banca Lannutti Cuneo     | 3:0 (25:17, 25:19, 25:20)               | Tonno Callipo Vibo Valentia       |
| RPA-LuigiBacchi.it Perugia   | 3:1 (19:25, 25:17, 25:23, 25:16)        | Stamplast Prisma Martina Franca   |
| Marmi Lanza Werona           | 2:3 (25:19, 15:25, 23:25, 25:23, 13:15) | Sisley Treviso                    |

29 grudnia 2008
| Lube Banca Macerata | 3:2 (25:23, 27:25, 24:26, 17:25, 21:19) | Framasil Pineto |

### 15. kolejka
3 stycznia 2009
| Antonveneta Padwa                 | 1:3 (14:25, 25:17, 17:25, 23:25) | Trenkwalder Modena           |
| Framasil Pineto                   | 1:3 (25:17, 19:25, 20:25, 16:25) | Bre Banca Lannutti Cuneo     |
| Acqua Paradiso Gabeca Montichiari | 0:3 (22:25, 18:25, 23:25)        | RPA-LuigiBacchi.it Perugia   |
| Stamplast Prisma Martina Franca   | 3:1 (25:17, 25:14, 7:25, 25:17)  | Lube Banca Macerata          |
| Tonno Callipo Vibo Valentia       | 1:3 (26:28, 19:25, 25:23, 22:25) | Copra Nordmeccanica Piacenza |
| Itas Diatec Trentino              | 3:0 (25:17, 25:19, 25:20)        | Marmi Lanza Werona           |
| Sisley Treviso                    | 1:3 (25:23, 19:25, 22:25, 20:25) | Yoga Forlí                   |

### 16. kolejka
6 stycznia 2009
| Yoga Forlí                      | 1:3 (22:25, 25:23, 23:25, 22:25)        | RPA-LuigiBacchi.it Perugia        |
| Antonveneta Padwa               | 2:3 (23:25, 26:24, 25:19, 16:25, 9:15)  | Itas Diatec Trentino              |
| Bre Banca Lannutti Cuneo        | 3:0 (25:22, 25:21, 25:20)               | Acqua Paradiso Gabeca Montichiari |
| Stamplast Prisma Martina Franca | 3:2 (25:22, 25:23, 21:25, 20:25, 15:13) | Framasil Pineto                   |
| Copra Nordmeccanica Piacenza    | 3:1 (18:25, 25:23, 25:23, 25:17)P       | Sisley Treviso                    |
| Trenkwalder Modena              | 3:1 (18:25, 25:23, 25:23, 25:17)        | Marmi Lanza Werona                |
| Lube Banca Macerata             | 3:1 (25:16, 23:25, 25:20, 26:24)        | Tonno Callipo Vibo Valentia       |

### 17. kolejka
10 stycznia 2009
| Sisley Treviso | 3:0 (25:20, 25:19, 25:18) | Trenkwalder Modena |

11 stycznia 2009
| Acqua Paradiso Gabeca Montichiari | 3:0 (25:23, 25:23, 25:21)               | Antonveneta Padwa           |
| Copra Nordmeccanica Piacenza      | 0:3 (23:25, 23:25, 24:26)               | Bre Banca Lannutti Cuneo    |
| Itas Diatec Trentino              | 3:0 (25:22, 25:21, 25:18)               | Tonno Callipo Vibo Valentia |
| Framasil Pineto                   | 3:2 (28:26, 23:25, 26:24, 21:25, 15:12) | Yoga Forlí                  |
| RPA-LuigiBacchi.it Perugia        | 3:2 (19:25, 29:31, 25:23, 25:23, 15:13) | Lube Banca Macerata         |

12 stycznia 2009
| Marmi Lanza Werona | 3:0 (25:19, 25:22, 25:23) | Stamplast Prisma Martina Franca |

### 18. kolejka
17 stycznia 2009
| Bre Banca Lannutti Cuneo | 3:1 (22:25, 25:19, 25:18, 25:21) | Marmi Lanza Werona |

18 stycznia 2009
| Antonveneta Padwa               | 1:3 (26:28, 25:18, 19:25, 23:25) | RPA-LuigiBacchi.it Perugia        |
| Trenkwalder Modena              | 1:3 (25:20, 20:25, 21:25, 21:25) | Copra Nordmeccanica Piacenza      |
| Lube Banca Macerata             | 3:0 (37:35, 29:27, 25:19)        | Itas Diatec Trentino              |
| Yoga Forlí                      | 2:3 (37:35, 29:27, 25:19)        | Acqua Paradiso Gabeca Montichiari |
| Stamplast Prisma Martina Franca | 1:3 (25:23, 18:25, 23:25, 22:25) | Sisley Treviso                    |

19 stycznia 2009
| Tonno Callipo Vibo Valentia | 3:2 (25:20, 25:20, 16:25, 23:25, 15:12) | Framasil Pineto |

### 19. kolejka
24 stycznia 2009
| Framasil Pineto | 0:3 (20:25, 16:25, 22:25) | Itas Diatec Trentino |

25 stycznia 2009
| Sisley Treviso                    | 3:1 (25:12, 25:20, 24:26, 25:18)        | Antonveneta Padwa               |
| Trenkwalder Modena                | 2:3 (25:18, 25:15, 21:25, 23:25, 12:15) | Bre Banca Lannutti Cuneo        |
| Marmi Lanza Werona                | 3:2 (20:25, 25:17, 25:21, 17:25, 15:13) | Lube Banca Macerata             |
| Copra Nordmeccanica Piacenza      | 3:0 (25:22, 25:21, 25:15)               | Yoga Forlí                      |
| Acqua Paradiso Gabeca Montichiari | 3:0 (25:14, 25:15, 25:23)               | Stamplast Prisma Martina Franca |

26 stycznia 2009
| RPA-LuigiBacchi.it Perugia | 3:0 (25:19, 25:19, 25:22) | Tonno Callipo Vibo Valentia |

### 20. kolejka
8 lutego 2009
| Framasil Pineto             | 2:3 (24:26, 25:21, 25:23, 17:25, 10:15) | Acqua Paradiso Gabeca Montichiari |
| Antonveneta Padwa           | 2:3 (23:25, 26:24, 25:20, 19:25, 11:15) | Marmi Lanza Werona                |
| Itas Diatec Trentino        | 3:0 (25:17, 25:23, 25:22)               | Trenkwalder Modena                |
| Bre Banca Lannutti Cuneo    | 3:2 (25:15, 37:39, 17:25, 25:19, 15:9)  | Lube Banca Macerata               |
| RPA-LuigiBacchi.it Perugia  | 3:0 (26:24, 25:21, 25:20)               | Copra Nordmeccanica Piacenza      |
| Tonno Callipo Vibo Valentia | 2:3 (25:27, 25:21, 25:23, 19:25, 10:15) | Sisley Treviso                    |

9 lutego 2009
| Yoga Forlí | 2:3 (23:25, 26:24, 25:20, 19:25, 11:15) | Stamplast Prisma Martina Franca |

### 21. kolejka
15 lutego 2009
| Marmi Lanza Werona           | 3:2 (27:29, 20:25, 25:19, 26:24, 15:11) | Acqua Paradiso Gabeca Montichiari |
| Trenkwalder Modena           | 3:0 (25:21, 26:24, 25:22)               | Framasil Pineto                   |
| Bre Banca Lannutti Cuneo     | 3:1 (25:19, 25:27, 25:18, 25:22)        | Yoga Forlí                        |
| Copra Nordmeccanica Piacenza | 0:3 (22:25, 20:25, 23:25)               | Itas Diatec Trentino              |
| Lube Banca Macerata          | 3:0 (25:18, 25:14, 25:23)               | Antonveneta Padwa                 |
| Sisley Treviso               | 1:3 (16:25, 25:21, 20:25, 16:25)        | RPA-LuigiBacchi.it Perugia        |

16 lutego 2009
| Stamplast Prisma Martina Franca | 0:3 (21:25, 23:25, 13:25) | Tonno Callipo Vibo Valentia |

### 22. kolejka
22 lutego 2009
| Acqua Paradiso Gabeca Montichiari | 2:3 (25:22, 25:22, 18:25, 22:25, 11:15) | Copra Nordmeccanica Piacenza    |
| Tonno Callipo Vibo Valentia       | 3:0 (25:23, 25:19, 25:20)               | Trenkwalder Modena              |
| Yoga Forlí                        | 1:3 (22:25, 25:27, 27:25, 16:25)        | Lube Banca Macerata             |
| Itas Diatec Trentino              | 3:0 (25:17, 25:17, 25:20)               | Bre Banca Lannutti Cuneo        |
| Antonveneta Padwa                 | 3:0 (25:18, 25:23, 28:26)               | Stamplast Prisma Martina Franca |
| RPA-LuigiBacchi.it Perugia        | 3:2 (23:25, 25:20, 25:16, 21:25, 15:12) | Marmi Lanza Werona              |

23 lutego 2009
| Framasil Pineto | 3:2 (22:25, 25:10, 25:17, 15:25, 20:18) | Sisley Treviso |

### 23. kolejka
1 marca 2009
| Bre Banca Lannutti Cuneo          | 3:2 (25:23, 22:25, 25:21, 23:25, 15:11) | RPA-LuigiBacchi.it Perugia      |
| Trenkwalder Modena                | 3:2 (25:21, 15:25, 25:20, 23:25, 15:13) | Stamplast Prisma Martina Franca |
| Copra Nordmeccanica Piacenza      | 3:1 (25:19, 25:23, 18:25, 25:19)        | Framasil Pineto                 |
| Acqua Paradiso Gabeca Montichiari | 3:1 (25:27, 25:23, 25:23, 25:23)        | Itas Diatec Trentino            |
| Lube Banca Macerata               | 3:2 (19:25, 25:21, 25:23, 20:25, 16:14) | Sisley Treviso                  |
| Yoga Forlí                        | 3:0 (25:22, 25:20, 25:23)               | Antonveneta Padwa               |
| Marmi Lanza Werona                | 0:3 (22:25, 20:25, 15:25)               | Tonno Callipo Vibo Valentia     |

### 24. kolejka
8 marca 2009
| Acqua Paradiso Gabeca Montichiari | 2:3 (25:19, 21:25, 22:25, 25:18, 7:15) | Sisley Treviso               |
| Lube Banca Macerata               | 3:0 (25:19, 25:17, 25:20)              | Trenkwalder Modena           |
| Tonno Callipo Vibo Valentia       | 3:0 (30:28, 25:18, 25:19)              | Yoga Forlí                   |
| Itas Diatec Trentino              | 1:3 (20:25, 21:25, 25:23, 23:25)       | RPA-LuigiBacchi.it Perugia   |
| Stamplast Prisma Martina Franca   | 3:0 (25:23, 25:17, 26:24)              | Copra Nordmeccanica Piacenza |
| Framasil Pineto                   | 3:1' (25:22, 25:17, 23:25, 25:23)      | Marmi Lanza Werona           |
| Antonveneta Padwa                 | 3:1 (25:16, 22:25, 25:23, 26:24)       | Bre Banca Lannutti Cuneo     |

### 25. kolejka
15 marca 2009
| Bre Banca Lannutti Cuneo          | 3:0 (25:17, 25:18, 25:13)              | Stamplast Prisma Martina Franca |
| Yoga Forlí                        | 0:3 (17:25, 28:30, 23:25)              | Trenkwalder Modena              |
| Antonveneta Padwa                 | 0:3 (22:25, 15:25, 23:25)              | Tonno Callipo Vibo Valentia     |
| Itas Diatec Trentino              | 3:1 (25:20, 25:20, 21:25, 25:18)       | Sisley Treviso                  |
| Copra Nordmeccanica Piacenza      | 3:2 (25:19, 25:20, 19:25, 23:25, 15:6) | Marmi Lanza Werona              |
| Acqua Paradiso Gabeca Montichiari | 0:3 (25:27, 17:25, 22:25)              | Lube Banca Macerata             |
| RPA-LuigiBacchi.it Perugia        | 3:0 (25:15, 25:19, 25:19)              | Framasil Pineto                 |

### 26. kolejka

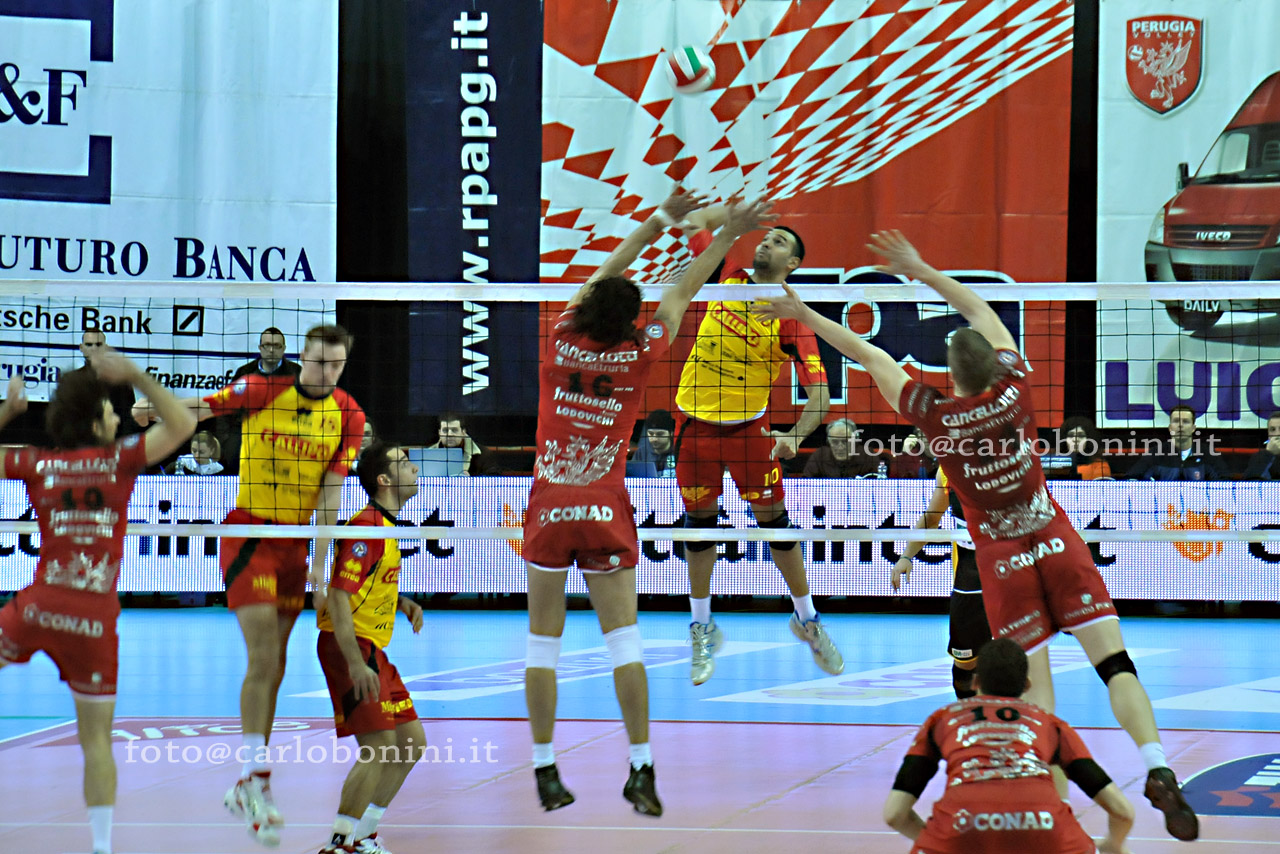
Mecz ligowy 19. kolejki Serie A1 (2008/2009) pomiędzy RPA-LuigiBacchi.it Perugia a Tonno Callipo Vibo Valentia, 26.01.2009

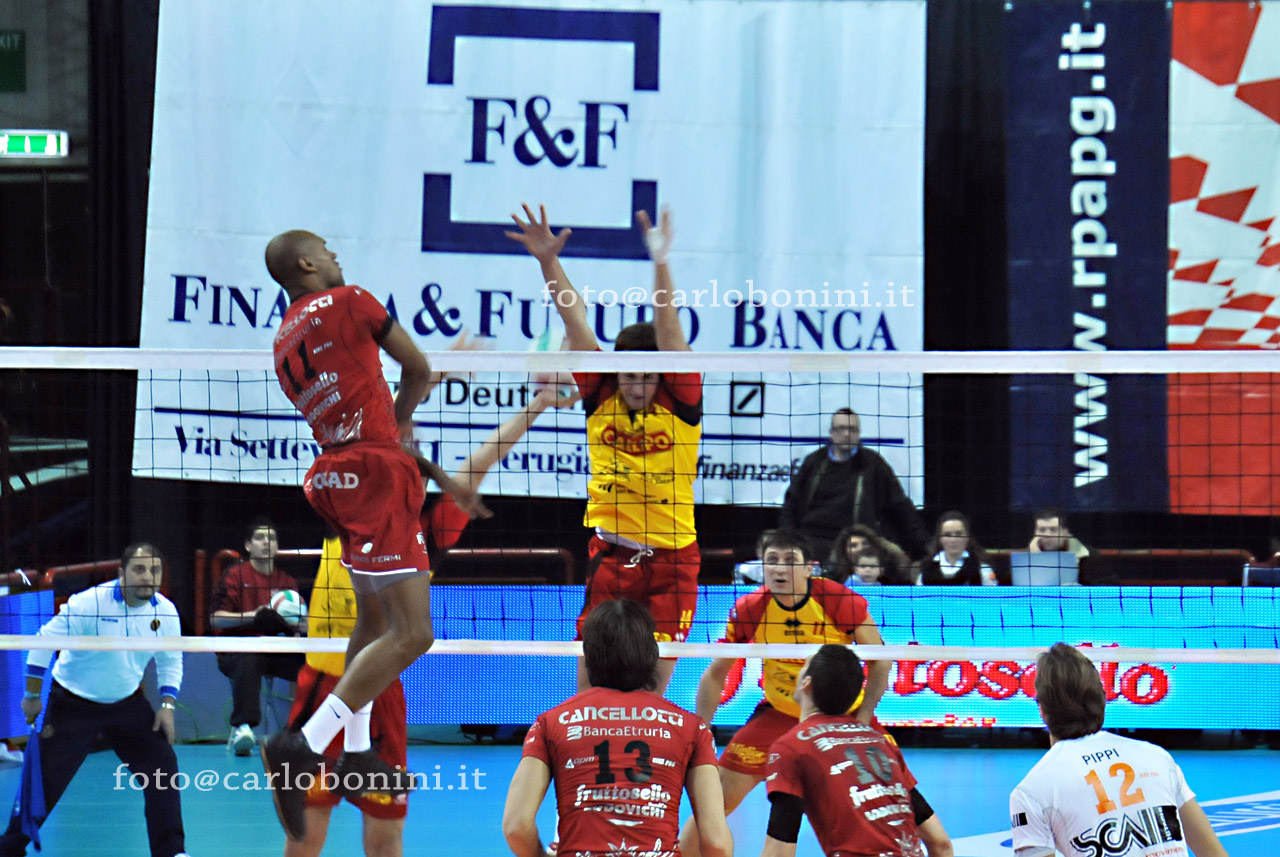
Mecz ligowy 19. kolejki Serie A1 (2008/2009) pomiędzy RPA-LuigiBacchi.it Perugia a Tonno Callipo Vibo Valentia, 26.01.2009

22 marca 2009
| Sisley Treviso                  | 3:0 (25:19, 25:18, 27:25)               | Bre Banca Lannutti Cuneo          |
| Marmi Lanza Werona              | 3:2 (25:20, 18:25, 25:23, 15:25, 15:13) | Yoga Forlí                        |
| Framasil Pineto                 |                                         | Antonveneta Padwa                 |
| Stamplast Prisma Martina Franca | 3:2 (16:25, 32:30, 23:25, 25:21, 15:12) | Itas Diatec Trentino              |
| Lube Banca Macerata             | 2:3 (26:24, 25:23, 22:25, 16:25, 6:15)  | Copra Nordmeccanica Piacenza      |
| Tonno Callipo Vibo Valentia     | 3:0 (29:27, 25:17, 25:22)               | Acqua Paradiso Gabeca Montichiari |
| Trenkwalder Modena              | 3:0 (25:23, 25:22, 25:16)               | RPA-LuigiBacchi.it Perugia        |

## Tabela rundy zasadniczej
| Lp. | Drużyna                           | Mecze | Mecze wygrane | Mecze przegrane | Sety zdobyte | Sety stracone | Punkty |
| --- | --------------------------------- | ----- | ------------- | --------------- | ------------ | ------------- | ------ |
| 1.  | Lube Banca Macerata               | 26    | 18            | 7               | 69           | 34            | 57     |
| 2.  | Itas Diatec Trentino              | 26    | 18            | 8               | 65           | 32            | 56     |
| 3.  | Bre Banca Lannutti Cuneo          | 26    | 19            | 7               | 60           | 34            | 53     |
| 4.  | RPA-LuigiBacchi.it Perugia        | 26    | 17            | 9               | 58           | 40            | 50     |
| 5.  | Copra Nordmeccanica Piacenza      | 26    | 17            | 9               | 56           | 43            | 48     |
| 6.  | Acqua Paradiso Gabeca Montichiari | 26    | 14            | 12              | 51           | 48            | 45     |
| 7.  | Tonno Callipo Vibo Valentia       | 26    | 13            | 13              | 50           | 46            | 39     |
| 8.  | Sisley Treviso                    | 26    | 12            | 14              | 54           | 53            | 38     |
| 9.  | Marmi Lanza Werona                | 26    | 12            | 14              | 52           | 57            | 36     |
| 10. | Trenkwalder Modena                | 26    | 12            | 14              | 43           | 55            | 33     |
| 11. | Stamplast Prisma Martina Franca   | 26    | 11            | 15              | 39           | 62            | 28     |
| 12. | Framsil Pineto                    | 26    | 8             | 18              | 39           | 65            | 25     |
| 13. | Yoga Forlí                        | 26    | 6             | 20              | 31           | 66            | 21     |
| 14. | Antonveneta Padwa                 | 26    | 6             | 20              | 33           | 65            | 20     |

 stan na 23 marca 2009

## Faza Play-Off

### I Runda Play-Off

#### Ćwierćfinały (do 3 zwycięstw)
26 marca 2009
| Lube Banca Macerata | 3:0 (25:21, 25:21, 25:23) | Sisley Treviso |

29 marca 2009
| Sisley Treviso | 2:3 (23:25, 25:19, 20:25, 25:23, 13:15) | Lube Banca Macerata |

9 kwietnia 2009
| Lube Banca Macerata | 3:1 (21:25, 25:19, 25:22, 25:22) | Sisley Treviso |

stan rywalizacji - 3:0 dla Lube Banca Macerata
31 marca 2008
| RPA-LuigiBacchi.it Perugia | 1:3 (25:20, 19:25, 20:25, 23:25) | Copra Nordmeccanica Piacenza |

6 kwietnia 2008
| Copra Nordmeccanica Piacenza | 3:1 (27:25, 25:19, 19:25, 25:19) | RPA-LuigiBacchi.it Perugia |

9 kwietnia 2008
| RPA-LuigiBacchi.it Perugia | 1:3 (23:25, 18:25, 25:21, 16:25) | Copra Nordmeccanica Piacenza |

stan rywalizacji - 3:0 dla Copra Nordmeccanica Piacenza
26 marca 2008
| Itas Diatec Trentino | 3:2 (22:25, 25:19, 23:25, 25:17, 19:17) | Tonno Callipo Vibo Valentia |

29 marca 2008
| Tonno Callipo Vibo Valentia | 0:3 (22:25, 23:25, 19:25) | Itas Diatec Trentino |

9 kwietnia 2008
| Itas Diatec Trentino | 3:2 (26:28, 25:15, 21:25, 25:23, 17:15) | Tonno Callipo Vibo Valentia |

stan rywalizacji - 3:0 dla Itas Diatec Trentino
30 marca 2008
| Bre Banca Lannutti Cuneo | 2:3 (25:16, 27:25, 22:25, 20:25, 13:15) | Acqua Paradiso Gabeca Montichiari |

5 kwietnia 2008
| Acqua Paradiso Gabeca Montichiari | 3:1 (21:25, 25:21, 25:15, 25:23) | Bre Banca Lannutti Cuneo |

8 kwietnia 2008
| Bre Banca Lannutti Cuneo | 3:1 (25:22, 21:25, 25:20, 25:9) | Acqua Paradiso Gabeca Montichiari |

11 kwietnia 2008
| Acqua Paradiso Gabeca Montichiari | 0:3 (22:25, 21:25, 22:25) | Bre Banca Lannutti Cuneo |

15 kwietnia 2008
| Bre Banca Lannutti Cuneo | 3:0 (25:21, 25:17, 25:23) | Acqua Paradiso Gabeca Montichiari |

stan rywalizacji - 3:2 dla Bre Banca Lannutti Cuneo

### II Runda Play-Off

#### Półfinały(do 3 zwycięstw)
18 kwietnia 2009
| Lube Banca Macerata | 3:0 (25:22, 25:15, 25:18) | Copra Nordmeccanica Piacenza |

21 kwietnia 2009
| Copra Nordmeccanica Piacenza | 3:2 (20:25, 25:22, 20:25, 28:26, 15:11) | Lube Banca Macerata |

24 kwietnia 2009
| Lube Banca Macerata | 0:3 (20:25, 20:25, 19:25) | Copra Nordmeccanica Piacenza |

27 kwietnia 2009
| Copra Nordmeccanica Piacenza | 0:3 (23:25, 18:25, 24:26) | Lube Banca Macerata |

1 maja 2009
| Lube Banca Macerata | 2:3 (19:25, 20:25, 25:13, 25:21, 10:15) | Copra Nordmeccanica Piacenza |

stan rywalizacji - 3:2 dla Copra Nordmeccanica Piacenza
19 kwietnia 2009
| Itas Diatec Trentino | 3:2 (25:19, 25:18, 30:32, 21:25, 15:10) | Bre Banca Lannutti Cuneo |

22 kwietnia 2009
| Bre Banca Lannutti Cuneo | 2:3 (23:25, 20:25, 25:13, 25:17, 8:15) | Itas Diatec Trentino |

25 kwietnia 2009
| Itas Diatec Trentino | 3:0 (20:25, 25:21, 25:12, 25:20) | Bre Banca Lannutti Cuneo |

stan rywalizacji - 3:0 dla Itas Diatec Trentino

## Finał
4 maja 2009
| Itas Diatec Trentino | 3:2 (25:18, 17:25, 21:25, 25:14, 17:15) | Copra Nordmeccanica Piacenza |

7 maja 2009
| Copra Nordmeccanica Piacenza | 3:1 (25:21, 25:18, 20:25, 25:16) | Itas Diatec Trentino |

10 maja 2009
| Itas Diatec Trentino | 2:3 (25:22, 13:25, 25:19, 23:25, 9:15) | Copra Nordmeccanica Piacenza |

13 maja 2009
| Copra Nordmeccanica Piacenza | 0:3 (23:25, 11:25, 24:26) | Itas Diatec Trentino |

17 maja 2009
| Itas Diatec Trentino | 2:3 (25:21, 25:20, 21:25, 22:25, 13:15) | Copra Nordmeccanica Piacenza |

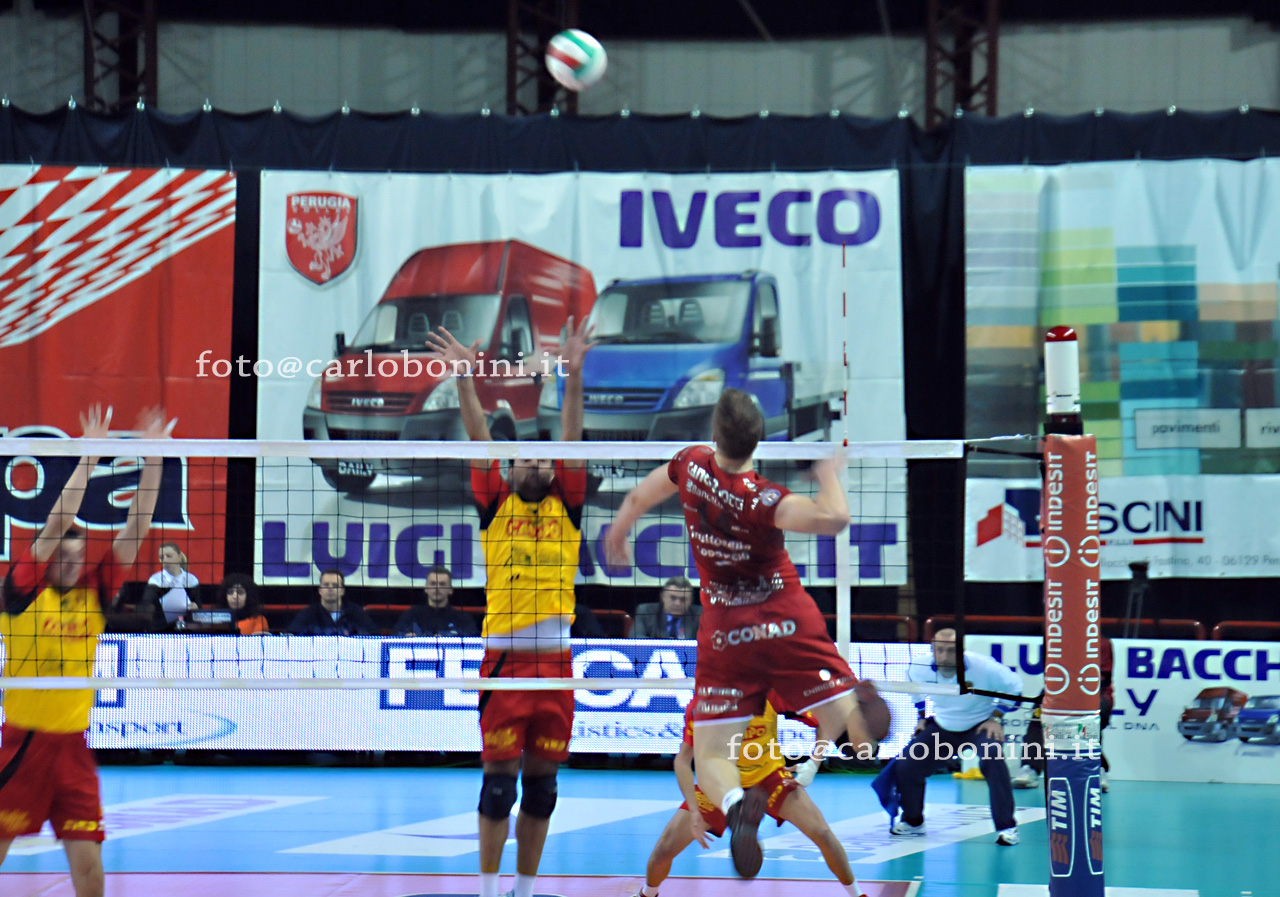
Mecz ligowy 19. kolejki Serie A1 (2008/2009) pomiędzy RPA-LuigiBacchi.it Perugia a Tonno Callipo Vibo Valentia, 26.01.2009

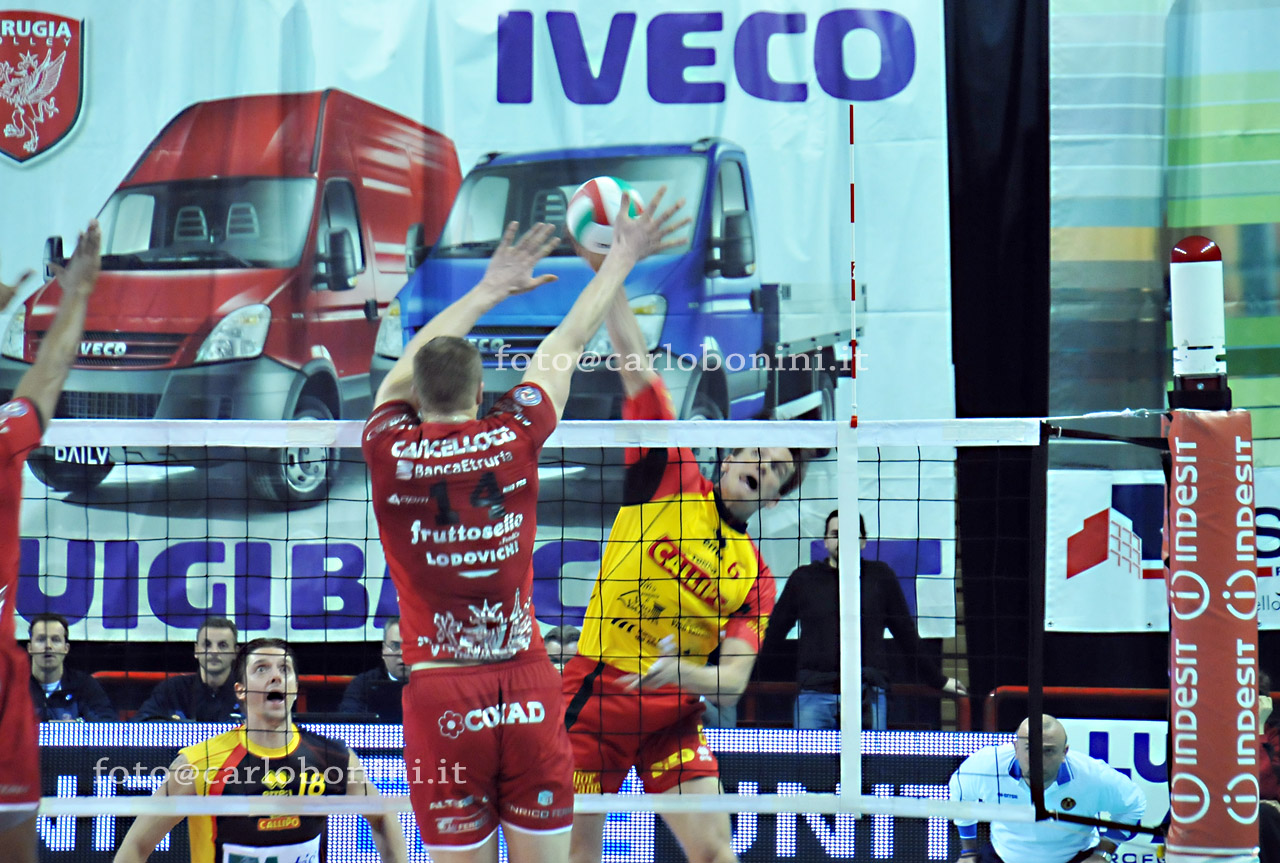
Mecz ligowy 19. kolejki Serie A1 (2008/2009) pomiędzy RPA-LuigiBacchi.it Perugia a Tonno Callipo Vibo Valentia, 26.01.2009

stan rywalizacji-3:2 dla Copra Nordmeccanica Piacenza
Mistrzem Włoch w sezonie 2008/2009 została drużyna Copra Nordmeccanica Piacenza

## Klasyfikacja końcowa
| Miejsce | Drużyna                           | Uwagi              |
| ------- | --------------------------------- | ------------------ |
| 1       | Copra Nordmeccanica Piacenza      | Mistrz Włoch       |
| 2       | Itas Diatec Trentino              |                    |
| 3       | Lube Banca Macerata               | Puchar Włoch       |
| 4       | Bre Banca Lannutti Cuneo          |                    |
| 5       | Acqua Paradiso Gabeca Montichiari |                    |
| 6       | Tonno Callipo Vibo Valentia       |                    |
| 7       | Sisley Treviso                    |                    |
| 8       | RPA-LuigiBacchi.it Perugia        |                    |
| 9       | Marmi Lanza Werona                |                    |
| 10      | Trenkwalder Modena                |                    |
| 11      | Stamplast Martina Franca          | Spadek do Serie A2 |
| 12      | Framasil Pineto                   | Spadek do Serie A2 |
| 13      | Yoga Forlí                        | Spadek do Serie A2 |
| 14      | Antonveneta Padwa                 | Spadek do Serie A2 |